# Miary rzymskie

## Miary długości
Podstawową jednostką rzymskich miar długości była stopa: pes. Mniejsze jednostki, na które dzielono stopę, noszą te same nazwy co jednostki wagi, na które dzielono librę: dodrans (3/4), bes (2/3), triens (1/3), quadrans (1/4), sextans (1/6), uncia (1/12), digitus (1/16), semuncia (1/24), sicilicus (1/48).
Odległości mierzone były osobnymi miarami. Były to: gradus (krok), passus (podwójny krok), pertica (tyczka), actus (długość bruzdy wyoranej przez woły bez zatrzymania dla wypoczynku), miliarium lub mille passus (tysiąc kroków, czyli mila rzymska). W nieznanym współcześnie momencie zrównano passus z 5 stopami, tworząc następujący system:
|           | Wielkość w m. | Miliarium | Actus | Pertica | Passus | Gradus | Pes |
| Miliarium | 1478          | 1         |       |         |        |        |     |
| Actus     | 35,47         | 41 2/3    | 1     |         |        |        |     |
| Pertica   | 2,956         | 500       | 12    | 1       |        |        |     |
| Passus    | 1,478         | 1000      | 24    | 2       | 1      |        |     |
| Gradus    | 0,739         | 2000      | 48    | 4       | 2      | 1      |     |
| Pes       | 0,296         | 5 000     | 120   | 10      | 5      | 2 1/2  | 1   |

Rzymianie akceptowali także łokieć, cubitus, miarę pochodzenia egipskiego, która nie dała się włączyć w rzymski system. Zrównano ją z 1½ stopy, ustalając długość na 0,44 m.

## Miary powierzchni
Najpospolitszą miarą powierzchni było iugerum (liczba mnoga: iugera). Podobnie jak w Grecji plethron, iugerum pierwotnie oznaczało obszar, który para wołów (stąd nazwa od iugum = jarzmo) może zaorać w ciągu dnia. Było to pole o bokach 120 i 240 stóp (ok. 35,5 m i 71 m) = 2520,6 m². Gdy zachodziła potrzeba posługiwania się większymi jednostkami, stosowano heredium = 2 iugera, centuria = 200 iugera i saltus = 800 iugera. W praktyce rozmiary heredium i centurii przy pomiarach towarzyszących zwłaszcza przy zakładaniu kolonii mogły odbiegać od wskazanych wyżej w zależności od jakości i obszaru ziemi, która była do dyspozycji.
W Egipcie rzymskim w powszechnym użyciu była arura (gr. ἄρουρα) – stara miara faraońska, równa kwadratowi o boku 100 łokci. Przy łokciu 0,525 m, arura równała się 2756 m², przy łokciu 0,450 m, arura = 2025 m².

## Miary pojemności
Miary pojemności wywodzą się z naczyń, w których przechowano takie produkty, jak oliwa wino, miód, ziarno, mąka, suszone owoce (były to naczynia gliniane, drewnianymi beczkami we wczesnych epokach w basenie Morza Śródziemnego w ogóle się nie posługiwano). Ponieważ innych naczyń używano do płynów, innych do artykułów sypkich, ustalono dla nich osobne serie miar. Przy dużych jednostkach miary o tej samej nazwie miały różną pojemność w zależności od tego, czy były przeznaczone do oliwy czy wina.

### Płyny
Rzymianie przejęli swe miary pojemności od Ateńczyków. System raz ustalony (w III w. p.n.e.) nie podlegał poważniejszym zmianom aż po czasy bizantyńskie. Podstawową jednostką dla płynów był sextarius = 0,545 l.
|                     | Wielkość w l. | Quadrantal | Urna | Congius | Sextarius | Libra | Hemina | Quartarius | Acetabulum | Cyathus |
| Quadrantal (amfora) | 26,20         | 1          |      |         |           |       |        |            |            |         |
| Urna                | 13,10         | 2          | 1    |         |           |       |        |            |            |         |
| Congius             | 3,27          | 8          | 4    | 1       |           |       |        |            |            |         |
| Sextarius           | 0,545         | 48         | 24   | 6       | 1         |       |        |            |            |         |
| Libra               | 0,327         | 80         | 40   | 10      | 1 2/3     | 1     |        |            |            |         |
| Hemina              | 0,274         | 96         | 48   | 12      | 2         | 1 1/5 | 1      |            |            |         |
| Quartarius          | 0,136         | 192        | 96   | 24      | 4         | 2 2/5 | 2      | 1          |            |         |
| Acetabulum          | 0,068         | 384        | 192  | 48      | 8         | 4 4/5 | 4      | 2          | 1          |         |
| Cyathus             | 0,0455        | 576        | 288  | 72      | 12        | 7 1/5 | 6      | 3          | 1 1/2      | 1       |

Gdy w grę wchodziły duże ilości płynów, posługiwano się miarą culleus = 20 quadrantali = 524 l. Przy małych ilościach, np. przy przygotowywaniu leków, stosowano cochlear (łyżka) = ¼  cyathus.

### Substancje sypkie
Do mierzenia substancji sypkich używano tych samych miar od sextariusa w dół. Dla większych ilości tych produktów stosowano modius, odpowiadający greckiemu hekteus (1/6 medimnosa = 8,733 l) i jego połowę semimodius = 4,366 l. Sześć modii, czyli attycki medimnos, równało się 43,5 l, w okresie hellenistycznym natomiast medimnos równał się 51,8 l.

## Miary masy
Rzymianie nazywali swoją podstawową jednostkę wagową libra lub pondus.
Słowo libra oznacza zarówno miarę, jak i przyrząd służący do ważenia, czyli wagę. Geneza tego terminu nie jest jasna, zapewne nie jest pochodzenia indoeuropejskiego. Libra, poczynając przynajmniej od III w. p.n.e. (bardzo prawdopodobnie i wcześniej), miała ustaloną wagę nieulegającą poważniejszym wahaniom. 
Obliczenia wagi monet rzymskich i odważników pozwalają określić ją na około (wynik jest średnią różnych danych) 327,45 g. Libra dzieliła się na 12 uncji (1 uncja = 27,288 g).
Dość często tłumaczy się ten termin przez funt (słowo pochodzące pośrednio od pondus), który określał miary średniowieczne i nowożytne powstałe pod wyraźnym wpływem rzymskiej libry. Jednostki podziału libry przedstawia zestawienie:
| Nazwa           | Waga w gramach | Waga w uncjach |
| Libra (as)      | 327,45         | 12             |
| Deunx           | 300,16         | 11             |
| Dextans         | 272,88         | 10             |
| Dodrans         | 245,59         | 9              |
| Bes             | 218,30         | 8              |
| Septunx         | 191,02         | 7              |
| Semis           | 163,73         | 6              |
| Quincunx        | 136,44         | 5              |
| Triens          | 109,15         | 4              |
| Quadrans        | 81,86          | 3              |
| Sextans         | 54,58          | 2              |
| Sescuncia       | 40,93          | 1 1/2          |
| Uncia           | 27,288         | 1              |
| Semuncia        | 13,664         | 1/2            |
| Binale sextulae | 9,096          | 1/3            |
| Sicilicus       | 6,822          | 1/4            |
| Sextula         | 4,548          | 1/6            |
| Drachma         | 3,411          | 1/8            |
| Dimidia sextula | 2,774          | 1/12           |
| Scripulum       | 1,137          | 1/24           |
| Obolus          | 0,568          | 1/48           |
| Lupinus         | 0,283          | 1/96           |
| Siliqua         | 0,189          | 1/144          |

Jednostki takie jak drachma i obolus, pochodzenia greckiego, weszły w użycie w czasach cesarskich. Siliqua, odpowiednik greckiego keration, i lupinus („waga ziarna łubinu”) pojawiły się dopiero od czasów Konstantyna i służyły do ważenia złota. Funkcjonowały także jednostki wyższe od libry: 
| Nazwa     | Wielokrotność libry | Waga w gramach | Waga w uncjach |
| Dupondius | 2                   | 654,9          | 24             |
| Tressis   | 3                   | 982,35         | 36             |
| Nonussis  | 9                   | 2947,05        | 108            |
| Vicessis  | 20                  | 6549           | 240            |
| Tricessis | 30                  | 9823,5         | 360            |
| Centussis | 100                 | 32 745         | 1200           |